# لوتران (آلمان)
لوتران (به آلمانی: Lutheran) یک منطقهٔ مسکونی در آلمان است که در لوبتس واقع شده‌است. لوتران ۲۹۹ نفر جمعیت دارد.